# Trichoscypha cavalliensis
Trichoscypha cavalliensis là một loài thực vật thuộc họ Anacardiaceae. Loài này có ở Bờ Biển Ngà, Ghana, và Liberia. Chúng hiện đang bị đe dọa vì mất môi trường sống.